# Сан Вито ди Легуцано
Сан Вѝто ди Легуца̀но (на италиански: San Vito di Leguzzano; на венециански: San Vito, Сан Вито) е малко градче и община в Северна Италия, провинция Виченца, регион Венето. Разположено е на 158 m надморска височина. Населението на общината е 3608 души (към 2015 г.).